# Rajon Scheptyzkyj
Der Rajon Scheptyzkyj, bis 2024 Rajon Tscherwonohrad (ukrainisch Шептицький район/Scheptyzkyj rajon) ist ein ukrainischer Rajon mit etwa 230.000 Einwohnern. Er liegt in der Oblast Lwiw und hat eine Fläche von 2997 km².

## Geographie
Der Rajon liegt im Norden der Oblast Lwiw und grenzt im Norden an den Rajon Wolodymyr (in der Oblast Wolyn), im Nordosten an den Rajon Luzk (Oblast Wolyn), im Südosten an den Rajon Solotschiw, im Süden und Südwesten an den Rajon Lwiw sowie im Nordwesten an Polen.

## Geschichte
Der Rajon entstand am 17. Juli 2020 im Zuge einer großen Rajonsreform durch die Vereinigung der Rajone Radechiw, Sokal und der Stadt Tscherwonohrad sowie kleiner Teile der Rajone Kamjanka-Buska und Schowkwa.

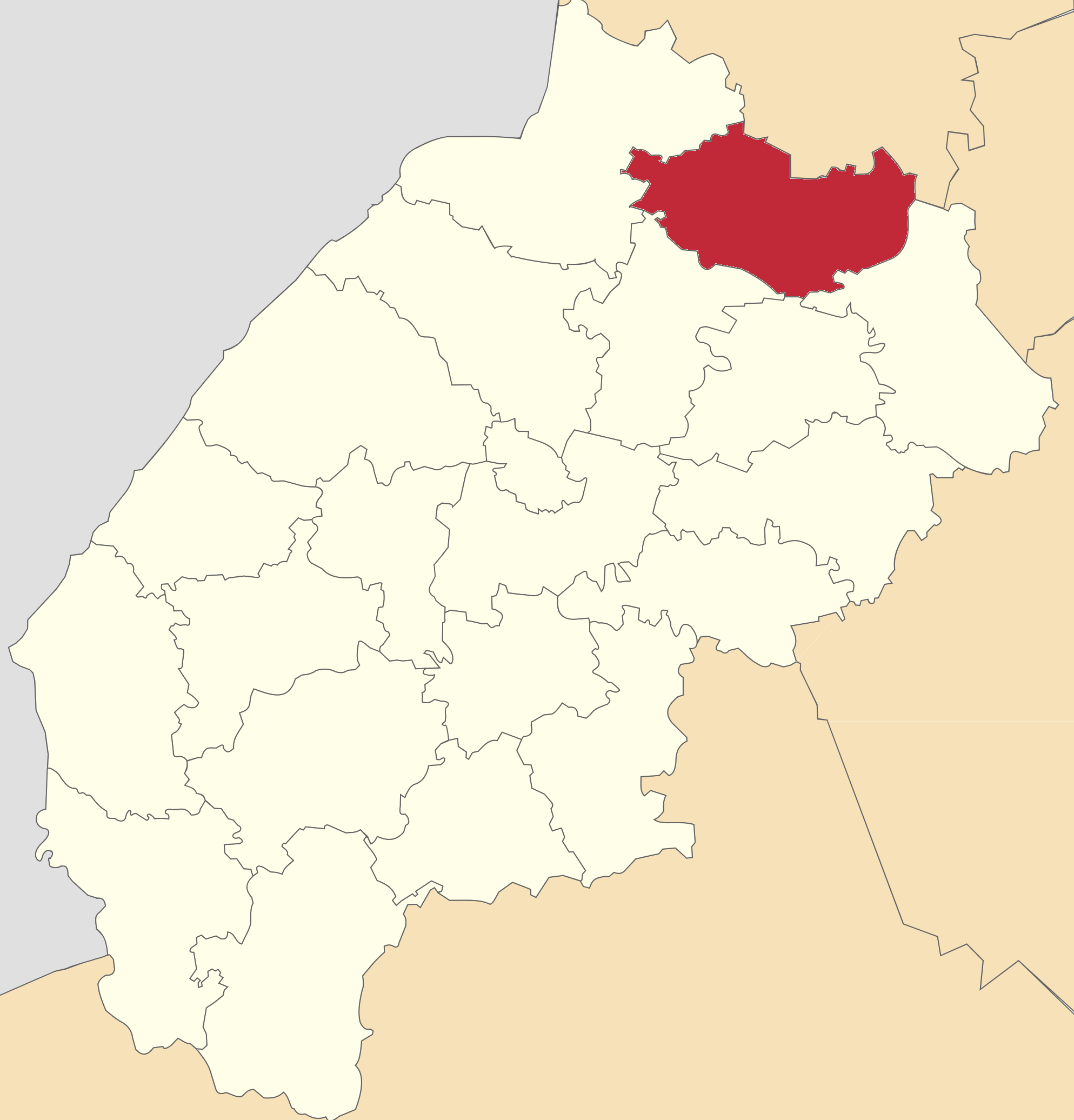
Rajon Radechiw bis Juli 2020
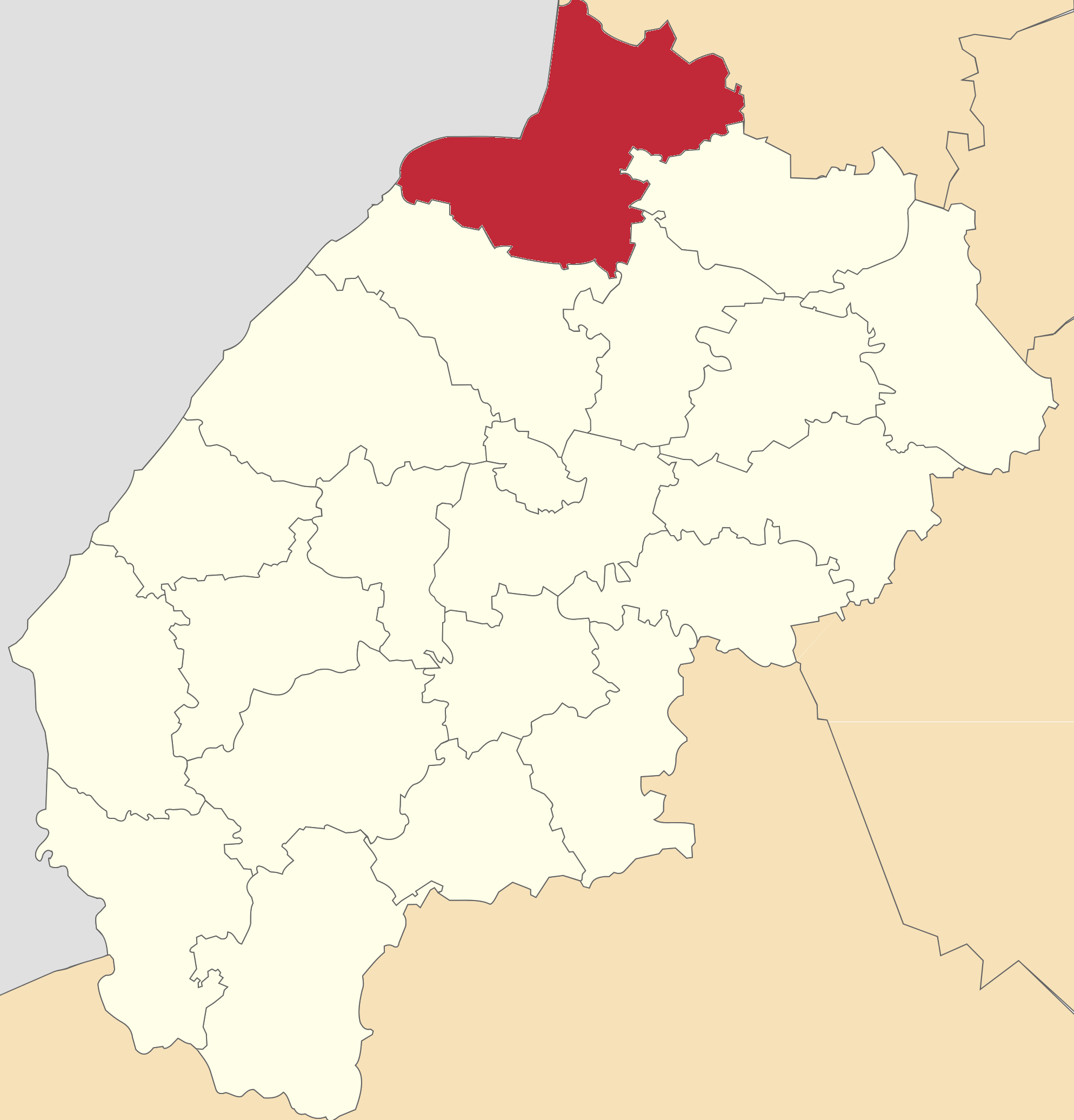
Rajon Sokal bis Juli 2020
Rajonsgebiet ab Juli 2020

## Administrative Gliederung
Auf kommunaler Ebene ist der Rajon in 7 Hromadas (5 Stadtgemeinden und 2 Siedlungsgemeinden) unterteilt, denen jeweils einzelne Ortschaften untergeordnet sind.
Zum Verwaltungsgebiet gehören:
- 7 Städte
- 4 Siedlungen städtischen Typs
- 194 Dörfer

Die Hromadas sind im Einzelnen:
- Stadtgemeinde Bels
- Stadtgemeinde Radechiw
- Stadtgemeinde Sokal
- Stadtgemeinde Tscherwonohrad
- Stadtgemeinde Welyki Mosty
- Siedlungsgemeinde Dobrotwir
- Siedlungsgemeinde Lopatyn